# Vota la voce 1985
La 13ª edizione di Vota la voce è andata in onda su Canale 5 da Piazza Maggiore a Bologna in due serate il 19 e il 20 settembre del 1985.
Conduttori furono Claudio Cecchetto e Gabriella Golia.
Claudio Baglioni ricevette il telegatto di platino (premio esclusivamente creato per lui), fu premiato come miglior artista dell’anno e cantò la canzone “La vita è adesso”. 
Vincitori dell'edizione furono: Claudio Baglioni (miglior cantante maschile, record tour dell'anno, artista dell'anno, telegatto di platino), Loredana Bertè (miglior cantante femminile), Pooh (miglior gruppo), Sandy Marton e Luis Miguel (ex aequo miglior rivelazione), Duran Duran (miglior cantante straniero) e Righeira (premio speciale).

## Cantanti partecipanti
- Claudio Baglioni - La vita è adesso
- Loredana Bertè - Acqua
- Righeira -  L'estate sta finendo
- Tipinifini - Fever
- Taffy - I Love My Radio
- Sandy Marton - Camel by Camel
- Mango - Australia
- Jim Diamond - Remember I Love You
- Marcella e Gianni Bella - L'ultima poesia
- On Air - Movies
- Valerie Dore - It's So Easy
- Edoardo Bennato - Guarda la luna
- Eros Ramazzotti - Cuori agitati
- Ricchi e Poveri - Come vorrei
- Pooh - Per chi merita di più / Se nasco un'altra volta
- Luis Miguel - Noi ragazzi di oggi
- Gruppo Italiano - Sole d'agosto
- Mondorhama - Stories
- Scialpi - Numero 106
- T.X.T. - Girl's Got a Brand New Toy
- Cube - Performance
- Zucchero Fornaciari - Donne
- Franco Simone - Gli uomini
- Novecento - Why Me
- Vasco Rossi - Toffee